# جائزة بوينس آيرس الكبرى 1953
جائزة بوينس آيرس الكبرى 1953 هو سباق فورمولا 1 أقيم بتاريخ 1 فبراير 1953 في حلبة أوسكار جالفيز في الأرجنتين. حلّ الإيطالي جوزيبي فارينا أولا.